# Cyril Alden
Cyril Albert Alden (* 1. Januar 1884 in St. Giles, London; † 12. April 1939 in Acton) war ein britischer Bahnradsportler.
Cyril Alden nahm an zwei Olympischen Spielen teil und gewann drei Silbermedaillen: Bei den Olympischen Sommerspielen in Antwerpen startete er in drei Disziplinen und holte die Medaillen in der Mannschaftsverfolgung (mit Thomas Johnson, Jock Stewart und Albert White) und im 50-Kilometer-Rennen. Im Tandemrennen belegte er mit Stewart Platz vier. 1924 in Paris errang Alden erneut Silber im Punktefahren.
Das 50-Kilometer-Rennen  bei den Spielen in Antwerpen hatte ein dramatisches Finale: 31 Fahrer starteten, von denen 14 das Ziel erreichten. Bis kurz vor Schluss führte der Brite Thomas Harvey, stürzte aber 200 Meter vor dem Ziel wegen einer Kollision seines Rades mit dem von Henry George, der schließlich gewann. Auch Alden wurde durch die Kollision behindert, fiel aber förmlich wenige Zentimeter hinter George über die Ziellinie. Piet Ikelaar, als Dritter gewertet, reklamierte, er sei Zweiter geworden; sein Einspruch wurde jedoch nicht anerkannt.